# 真田幸歓

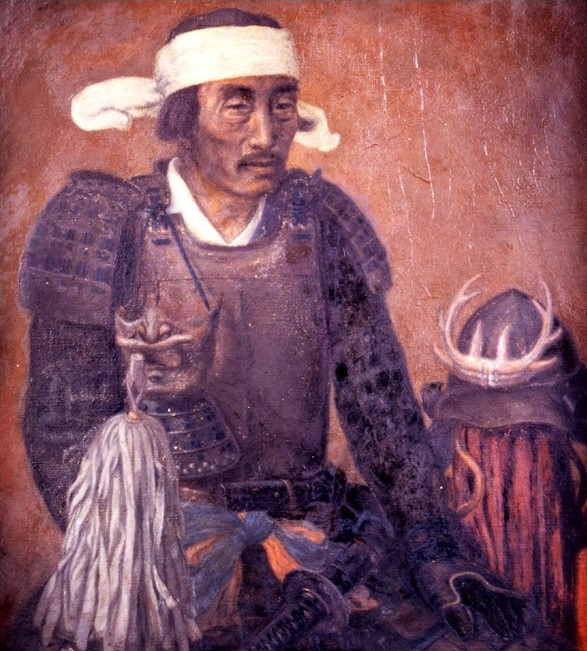
真田幸歓 (個人蔵)

真田 幸歓（さなだ ゆきよし、またはゆきしげ、文政7年4月1日（1824年4月29日） - 明治20年（1887年）10月16日）は、仙台藩伊達氏家臣。仙台真田家8代当主真田幸清の子。母は喜曽（林友通の娘）。初名は幸之、通称・喜平太。

## 生涯
藩主伊達慶邦の小姓となり、のちに慶邦の命で下曽根信敦に西洋砲術を学んだ。安政3年（1858年）講武場で多くの藩士に西洋砲術を教えた。元治元年（1864年）脇番頭となり、慶応2年には近習目付となり、経験を生かし藩の軍政の改革を行った（軍制変革侍読長）。また、藩主慶邦の密名により上京したこともあったという。慶応4年（1868年）1月に若年寄に任じられ軍制係の長となる。同年4月、新政府軍より会津藩討伐の命を受け土湯峠まで出陣した。その後、奥羽越列藩同盟成立後は病により潜居していて、その後藩主慶邦の命により軍監となるが、指揮をする前に撤兵した為その職務を果たせなかった。同年12月若年寄を免職となり石巻に閑居し（俸禄は廃藩置県まで給される）、学校教育関係の事務官や、牡鹿郡の書記官などに務めるとともに和歌などを嗜んだ。

明治20年（1887年）に死去した。享年64。長男の昌棟は1883年に亡くなっていたため、四女・萬寿の子・徹寿を後継者に指名した。墓所は仙台市営葛岡霊園成覚寺墓地。

## 家族
- 父：真田幸清（1800 - 1871）
- 母：喜曽 - 林友通の娘。
- 生母不明の子女
  - 長女：蓮子（1845 - ?）- 佐藤氏室
  - 次女：敏子（1847 - 1874）- 岩淵氏室
  - 三女：理子（1851 - 1900）- 後藤喜平室
  - 四女：萬寿（1854 - 1927）- 萱場順の妻。真田徹寿、柔太郎の母。
  - 長男：昌棟（1857 - 1883）- 父・幸歓に先立って死去。
- 養子
  - 真田徹寿（1881 - 1937）- 萬寿の子で幸歓の外孫。幸歓の死後、仙台真田家を相続。